# Storm Ingebrigtsen
Storm Ingebrigtsen (Fredrikstad, 17 februari 2005) is een Noors wielrenner.

## Carrière
Als eerstejaars junior, in 2022, werd Ingebrigtsen derde in het door Jørgen Nordhagen gewonnen nationale kampioenschap tijdrijden. Een jaar nam Ingebrigtsen deel aan onder meer Gent-Wevelgem, Parijs-Roubaix en de Vredeskoers. Aan het eind van het seizoen werd hij geselecteerd voor deelname aan het Europees kampioenschap, waar hij zestiende werd in de wegwedstrijd.
In 2024, als eerstejaars belofte, maakte Ingebrigtsen de overstap naar Team Coop-Repsol. In mei van dat jaar werd hij vijfde in de Ringerike GP. Zijn eerste profoverwinning behaald hij eind mei 2025, toen hij in de openingsrit van de Ronde van Noorwegen als laatste renner overbleef vanuit de vroege vlucht en de groep achtervolgers nipt voorbleef. De leiderstrui die hij daaraan overhield raakte hij een dag later kwijt aan Matthew Brennan. In juli van dat jaar werd bekend dat hij, met ingang van 2026, een profcontract bij Uno-X Mobility had getekend.

## Overwinningen
2025
1e etappe Ronde van Noorwegen
Bergklassement Arctic Race of Norway

## Ploegen
- 2024 –  Team Coop-Repsol
- 2025 –  Team Coop-Repsol